# 劉度
劉 度（りゅう ど／りゅう たく、生没年不詳）は、中国の後漢時代末期の政治家・武将。

## 正史の事跡
零陵郡太守。赤壁の戦いの翌年である建安14年（209年）、劉備が劉琦を荊州刺史とする名分で零陵郡を含む荊州南部4郡へと進攻すると、劉度は他の郡の太守（金旋・韓玄・趙範）と同様に降伏した。その後は、生死も含めて動向は不明である。
『後漢書』の「度尚伝」や「南蛮伝」によると、延熹5年（162年）に発生した荊州南部から交州にかけた反乱の際の荊州刺史の名も劉度で、敗戦・逃亡の末に罰せられ、桓帝と朱穆により度尚と交代させられた。仮に同一人物であるなら、47年後にも同じ地域へ太守として派遣されていたことになる。

## 物語の劉度
小説『三国志演義』でも零陵太守として登場するが、劉賢（版によっては「劉延」）という子がいることになっている。劉度自身は劉備軍と戦うことに消極的だったが、抗戦を主張する息子の劉賢に押されて、劉賢と大将の邢道栄を出撃させた。しかし、邢道栄は戦死し、劉賢も生け捕られたため、開城して劉備に降伏する。降伏後、劉備によって改めて零陵太守に任じられた。

## 配下
『三国志演義』でのみの配下
- 邢道栄
- 劉賢